# Eugraphe suavis
Eugraphe suavis là một loài bướm đêm trong họ Noctuidae.